# Loppi
Loppi este o comună din Finlanda.